# Lista planetelor minore/4601–4700
Aceasta este Lista planetelor minore/4601–4700; pentru a naviga prin lista completă vezi Lista planetelor minore.
Pentru ale detalii vezi și Proiect:Astronomie sau Portal:Astronomie.
| Nume               | Denumire provizorie | Data descoperirii  | Locul descoperirii | Descoperitor(i)                                        |
| ------------------ | ------------------- | ------------------ | ------------------ | ------------------------------------------------------ |
| 4601 Ludkewycz     | 1986 LB             | 3 iunie 1986       | Palomar            | M. Rudnyk⁠(d)                                           |
| 4602 Heudier       | 1986 UD3            | 28 octombrie 1986  | Caussols           | CERGA⁠(d)                                               |
| 4603 Bertaud       | 1986 WM3            | 25 noiembrie 1986  | Caussols           | CERGA                                                  |
| 4604 Stekarstrom   | 1987 SK             | 18 septembrie 1987 | Toyota             | K. Suzuki, T. Urata                                    |
| 4605 Nikitin       | 1987 SV17           | 18 septembrie 1987 | Nauchnij⁠(d)        | L. I. Cernîh                                           |
| 4606 Saheki        | 1987 UM1            | 27 octombrie 1987  | Geisei⁠(d)          | T. Seki                                                |
| 4607 Seilandfarm   | 1987 WR             | 25 noiembrie 1987  | Kitami⁠(d)          | K. Endate, K. Watanabe⁠(d)                              |
| 4608 Wodehouse     | 1988 BW3            | 19 ianuarie 1988   | La Silla           | H. Debehogne                                           |
| 4609 Pizarro       | 1988 CT3            | 13 februarie 1988  | La Silla           | E. W. Elst                                             |
| 4610 Kájov         | 1989 FO             | 26 martie 1989     | Kleť               | A. Mrkos                                               |
| 4611 Vulkaneifel   | 1989 GR6            | 5 aprilie 1989     | La Silla           | M. Geffert⁠(d)                                          |
| 4612 Greenstein    | 1989 JG             | 2 mai 1989         | Palomar            | E. F. Helin                                            |
| 4613 Mamoru        | 1990 OM             | 22 iulie 1990      | JCPM Sapporo       | K. Watanabe⁠(d)                                         |
| 4614 Masamura      | 1990 QN             | 21 august 1990     | Kani               | Y. Mizuno⁠(d), T. Furuta⁠(d)                             |
| 4615 Zinner        | A923 RH             | 13 septembrie 1923 | Heidelberg         | K. Reinmuth                                            |
| 4616 Batalov       | 1975 BF             | 17 ianuarie 1975   | Nauchnij⁠(d)        | L. I. Cernîh                                           |
| 4617 Zadunaisky    | 1976 DK             | 22 februarie 1976  | El Leoncito⁠(d)     | Felix Aguilar Observatory⁠(d)                           |
| 4618 Shakhovskoj   | 1977 RJ3            | 12 septembrie 1977 | Nauchnij⁠(d)        | N. S. Cernîh                                           |
| 4619 Polyakhova    | 1977 RB7            | 11 septembrie 1977 | Nauchnij           | N. S. Cernîh                                           |
| 4620 Bickley       | 1978 OK             | 28 iulie 1978      | Bickley⁠(d)         | Perth Observatory⁠(d)                                   |
| 4621 Tambov        | 1979 QE10           | 27 august 1979     | Nauchnij⁠(d)        | N. S. Cernîh                                           |
| 4622 Solovjova     | 1979 WE2            | 16 noiembrie 1979  | Nauchnij           | L. I. Cernîh                                           |
| 4623 Obraztsova    | 1981 UT15           | 24 octombrie 1981  | Nauchnij           | L. I. Cernîh                                           |
| 4624 Stefani       | 1982 FV2            | 23 martie 1982     | Palomar            | C. S. Shoemaker                                        |
| 4625 Shchedrin     | 1982 UG6            | 20 octombrie 1982  | Nauchnij⁠(d)        | L. G. Karacikina                                       |
| 4626 Plisetskaya   | 1984 YU1            | 23 decembrie 1984  | Nauchnij           | L. G. Karacikina                                       |
| 4627               | 1985 RT2            | 5 septembrie 1985  | La Silla           | H. Debehogne                                           |
| 4628 Laplace       | 1986 RU4            | 7 septembrie 1986  | Smolyan⁠(d)         | E. W. Elst                                             |
| 4629 Walford       | 1986 TD7            | 7 octombrie 1986   | Palomar            | E. F. Helin                                            |
| 4630 Chaonis       | 1987 WA             | 18 noiembrie 1987  | Chions             | J. M. Baur⁠(d)                                          |
| 4631 Yabu          | 1987 WE1            | 22 noiembrie 1987  | Kushiro            | S. Ueda⁠(d), H. Kaneda⁠(d)                               |
| 4632 Udagawa       | 1987 YB             | 17 decembrie 1987  | Chiyoda⁠(d)         | T. Kojima⁠(d)                                           |
| 4633               | 1988 AJ5            | 14 ianuarie 1988   | La Silla           | H. Debehogne                                           |
| 4634 Shibuya       | 1988 BA             | 16 ianuarie 1988   | Kobuchizawa⁠(d)     | M. Inoue⁠(d), O. Muramatsu⁠(d)                           |
| 4635 Rimbaud       | 1988 BJ1            | 21 ianuarie 1988   | Haute Provence     | E. W. Elst                                             |
| 4636 Chile         | 1988 CJ5            | 13 februarie 1988  | La Silla           | E. W. Elst                                             |
| 4637 Odorico       | 1989 CT             | 8 februarie 1989   | Chions             | J. M. Baur⁠(d)                                          |
| 4638 Estens        | 1989 EG             | 2 martie 1989      | Siding Spring      | R. H. McNaught                                         |
| 4639 Minox         | 1989 EK2            | 5 martie 1989      | Geisei⁠(d)          | T. Seki                                                |
| 4640 Hara          | 1989 GA             | 1 aprilie 1989     | Yatsugatake⁠(d)     | Y. Kushida⁠(d), O. Muramatsu⁠(d)                         |
| 4641 Ayako         | 1990 QT3            | 30 august 1990     | Kitami⁠(d)          | K. Endate, K. Watanabe⁠(d)                              |
| 4642 Murchie       | 1990 QG4            | 23 august 1990     | Palomar            | H. E. Holt                                             |
| 4643 Cisneros      | 1990 QD6            | 23 august 1990     | Palomar            | H. E. Holt                                             |
| 4644 Oumu          | 1990 SR3            | 16 septembrie 1990 | Kitami⁠(d)          | A. Takahashi⁠(d), K. Watanabe⁠(d)                        |
| 4645 Tentaikojo    | 1990 SP4            | 16 septembrie 1990 | Kitami             | T. Fujii⁠(d), K. Watanabe                               |
| 4646 Kwee          | 4009 P-L            | 24 septembrie 1960 | Palomar            | C. J. van Houten, I. van Houten-Groeneveld, T. Gehrels |
| 4647 Syuji         | 1931 TU1            | 9 octombrie 1931   | Heidelberg         | K. Reinmuth                                            |
| 4648 Tirion        | 1931 UE             | 18 octombrie 1931  | Heidelberg         | K. Reinmuth                                            |
| 4649 Sumoto        | 1936 YD             | 20 decembrie 1936  | Nice               | M. Laugier⁠(d)                                          |
| 4650 Mori          | 1950 TF             | 5 octombrie 1950   | Heidelberg         | K. Reinmuth                                            |
| 4651 Wongkwancheng | 1957 UK1            | 31 octombrie 1957  | Nanking⁠(d)         | Purple Mountain Observatory⁠(d)                         |
| 4652 Iannini       | 1975 QO             | 30 august 1975     | El Leoncito⁠(d)     | Felix Aguilar Observatory⁠(d)                           |
| 4653 Tommaso       | 1976 GJ2            | 1 aprilie 1976     | Nauchnij⁠(d)        | N. S. Cernîh                                           |
| 4654 Gorʹkavyj     | 1977 RJ6            | 11 septembrie 1977 | Nauchnij           | N. S. Cernîh                                           |
| 4655 Marjoriika    | 1978 RS             | 1 septembrie 1978  | Nauchnij           | N. S. Cernîh                                           |
| 4656 Huchra        | 1978 VZ3            | 7 noiembrie 1978   | Palomar            | E. F. Helin, S. J. Bus                                 |
| 4657 Lopez         | 1979 SU9            | 22 septembrie 1979 | Nauchnij⁠(d)        | N. S. Cernîh                                           |
| 4658 Gavrilov      | 1979 SO11           | 24 septembrie 1979 | Nauchnij           | N. S. Cernîh                                           |
| 4659 Roddenberry   | 1981 EP20           | 2 martie 1981      | Siding Spring      | S. J. Bus                                              |
| 4660 Nereus        | 1982 DB             | 28 februarie 1982  | Palomar            | E. F. Helin                                            |
| 4661 Yebes         | 1982 WM             | 17 noiembrie 1982  | Yebes              | M. de Pascual                                          |
| 4662 Runk          | 1984 HL             | 19 aprilie 1984    | Kleť               | A. Mrkos                                               |
| 4663 Falta         | 1984 SM1            | 27 septembrie 1984 | Kleť               | A. Mrkos                                               |
| 4664 Hanner        | 1985 PJ             | 14 august 1985     | Anderson Mesa      | E. Bowell                                              |
| 4665 Muinonen      | 1985 TZ1            | 15 octombrie 1985  | Anderson Mesa      | E. Bowell                                              |
| 4666 Dietz         | 1986 JA1            | 4 mai 1986         | Palomar            | C. S. Shoemaker                                        |
| 4667 Robbiesh      | 1986 VC             | 4 noiembrie 1986   | Siding Spring      | R. H. McNaught                                         |
| 4668               | 1987 DX5            | 21 februarie 1987  | La Silla           | H. Debehogne                                           |
| 4669 Høder         | 1987 UF1            | 27 octombrie 1987  | Brorfelde⁠(d)       | P. Jensen⁠(d)                                           |
| 4670 Yoshinogawa   | 1987 YJ             | 19 decembrie 1987  | Geisei⁠(d)          | T. Seki                                                |
| 4671 Drtikol       | 1988 AK1            | 10 ianuarie 1988   | Kleť               | A. Mrkos                                               |
| 4672 Takuboku      | 1988 HB             | 17 aprilie 1988    | Kushiro            | S. Ueda⁠(d), H. Kaneda⁠(d)                               |
| 4673 Bortle        | 1988 LF             | 8 iunie 1988       | Palomar            | C. S. Shoemaker                                        |
| 4674 Pauling       | 1989 JC             | 2 mai 1989         | Palomar            | E. F. Helin                                            |
| 4675 Ohboke        | 1990 SD             | 19 septembrie 1990 | Geisei⁠(d)          | T. Seki                                                |
| 4676 Uedaseiji     | 1990 SD4            | 16 septembrie 1990 | Kitami⁠(d)          | T. Fujii⁠(d), K. Watanabe⁠(d)                            |
| 4677 Hiroshi       | 1990 SQ4            | 26 septembrie 1990 | Kitami             | A. Takahashi⁠(d), K. Watanabe                           |
| 4678 Ninian        | 1990 SS4            | 24 septembrie 1990 | Siding Spring      | R. H. McNaught                                         |
| 4679 Sybil         | 1990 TR4            | 9 octombrie 1990   | Siding Spring      | R. H. McNaught                                         |
| 4680 Lohrmann      | 1937 QC             | 31 august 1937     | Hamburg-Bergedorf  | H.-U. Sandig⁠(d)                                        |
| 4681 Ermak         | 1969 TC2            | 8 octombrie 1969   | Nauchnij⁠(d)        | L. I. Cernîh                                           |
| 4682 Bykov         | 1973 SO4            | 27 septembrie 1973 | Nauchnij           | L. I. Cernîh                                           |
| 4683 Veratar       | 1976 GJ1            | 1 aprilie 1976     | Nauchnij           | N. S. Cernîh                                           |
| 4684 Bendjoya      | 1978 GJ             | 10 aprilie 1978    | La Silla           | H. Debehogne                                           |
| 4685 Karetnikov    | 1978 SP6            | 27 septembrie 1978 | Nauchnij⁠(d)        | N. S. Cernîh                                           |
| 4686 Maisica       | 1979 SX2            | 22 septembrie 1979 | Nauchnij           | N. S. Cernîh                                           |
| 4687 Brunsandrej   | 1979 SJ11           | 24 septembrie 1979 | Nauchnij           | N. S. Cernîh                                           |
| 4688               | 1980 WF             | 29 noiembrie 1980  | Palomar            | C. T. Kowal⁠(d)                                         |
| 4689 Donn          | 1980 YB             | 30 decembrie 1980  | Anderson Mesa      | E. Bowell                                              |
| 4690 Strasbourg    | 1983 AJ             | 9 ianuarie 1983    | Anderson Mesa      | B. A. Skiff⁠(d)                                         |
| 4691 Toyen         | 1983 TU             | 7 octombrie 1983   | Kleť               | A. Mrkos                                               |
| 4692 SIMBAD        | 1983 VM7            | 4 noiembrie 1983   | Anderson Mesa      | B. A. Skiff⁠(d)                                         |
| 4693 Drummond      | 1983 WH             | 28 noiembrie 1983  | Anderson Mesa      | E. Bowell                                              |
| 4694 Festou        | 1985 PM             | 14 august 1985     | Anderson Mesa      | E. Bowell                                              |
| 4695               | 1985 RU3            | 7 septembrie 1985  | La Silla           | H. Debehogne                                           |
| 4696 Arpigny       | 1985 TP             | 15 octombrie 1985  | Anderson Mesa      | E. Bowell                                              |
| 4697               | 1986 QO             | 26 august 1986     | La Silla           | H. Debehogne                                           |
| 4698 Jizera        | 1986 RO1            | 4 septembrie 1986  | Kleť               | A. Mrkos                                               |
| 4699 Sootan        | 1986 VE             | 4 noiembrie 1986   | Siding Spring      | R. H. McNaught                                         |
| 4700 Carusi        | 1986 VV6            | 6 noiembrie 1986   | Anderson Mesa      | E. Bowell                                              |